# Есмаїл Елмха
Есмаїл Елмха (30 грудня 1936 — 1989) — іранський важкоатлет.
Бронзовий призер Олімпійських Ігор 1960 року в категорії 56 кг.
Срібний призер Азійських ігор 1958 року в категорії 52 кг.